# Felvinczi Takács Zoltán

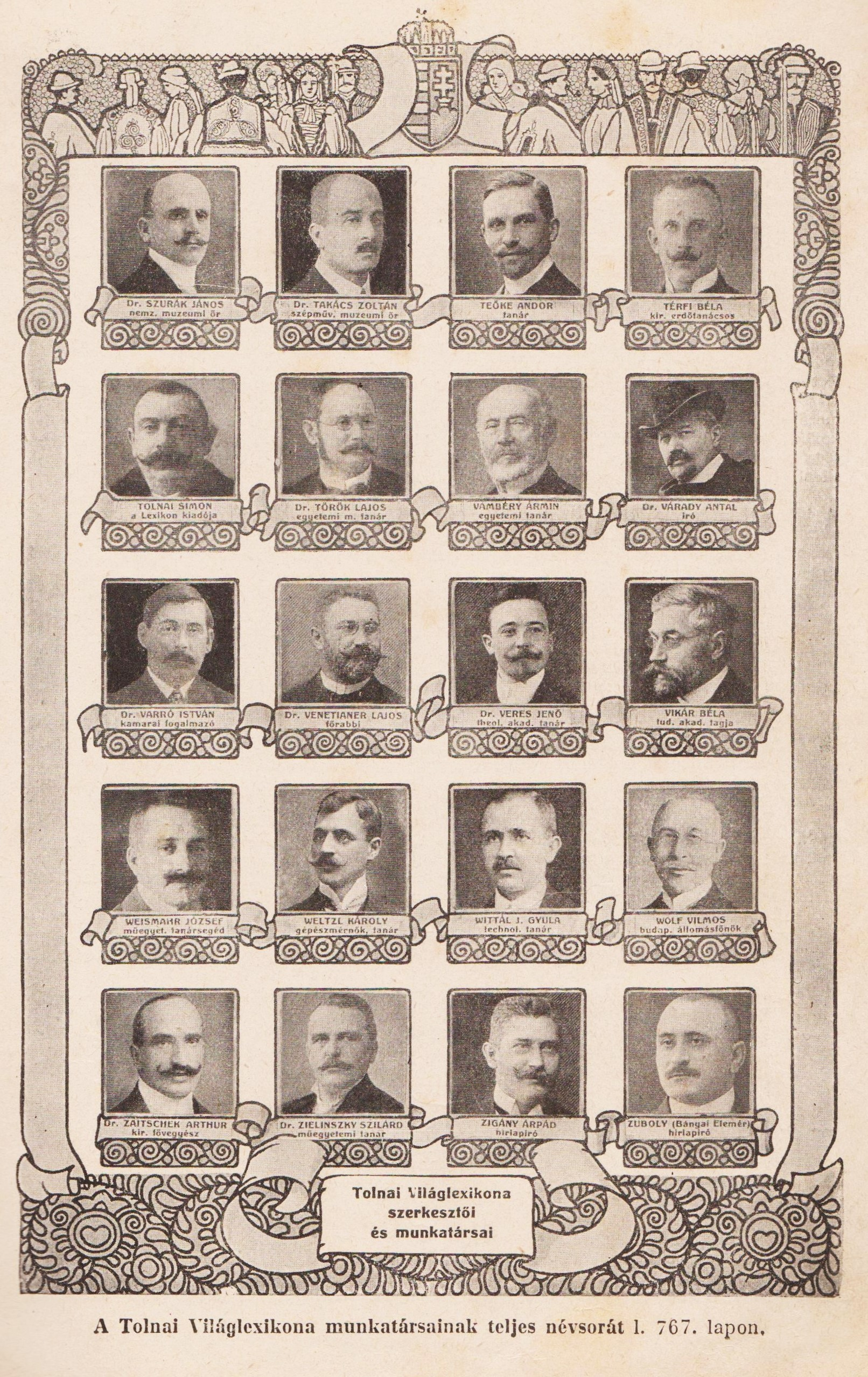
A Tolnai világlexikona munkatársai. Legfelső sor Takács Zoltán a második. 1912. január 1.

Felvinczi Takács Zoltán (Nagysomkút, 1880. április 7. – Budapest, 1964. december 4.) magyar művészettörténész. Fő kutatási területei Albrecht Dürer festészete és a régi német művészet, a 19-20. század fordulójának magyar képzőművészete, Ázsia művészete és a magyarországi népvándorlás korabeli művészet kapcsolatai.

## Életútja
Középiskoláit Nagybányán és Kolozsvárt végezte, egyetemi tanulmányait Budapesten. A jogi tanulmányok mellett festeni is tanult a budapesti mintarajziskolában, mint Hollósy-tanítvány Münchenben, Nagybányán és majd Berlinben festőnek készült, ezután a művészettörténettel és azon belül a keletkutatással jegyezte el magát. A Hopp Ferenc-féle keleti gyűjteményből ő hozta létre Budapesten a Kelet-Ázsiai Múzeumot, melynek igazgatója is lett. Művészeti írásainak súlypontjában a Kelet művészete állt, de behatóan foglalkoztatta Dürer, akiről könyvet írt (1909), a nagybányai festőkolónia története, valamint – különösen keleti kapcsolataiban – a régi és újabb erdélyi művészet. Az első világháborút megelőző években kritikai hozzáállással követte a nagybányai művésztelep fejlődését, később alapos, forrásértékű tanulmányokban mérte fel az alapító mesterek közül Hollósy Simon és Thorma János munkásságát.
Az 1930-as években hosszabb utazást tett a Távol-Keleten. Élményeiről útikönyvben számolt be, többek között színes leírást adva a kínai császárok csengtöi nyári rezidenciájáról, ami azóta a világörökség része lett.
Az erdélyi művészettel foglalkozó kutatásai akkor válnak elmélyültebbé, miután 1940-ben az egyetemes művészettörténet tanárává nevezték ki a kolozsvári egyetemre. Tanársegédje Raoul Șorban román művészettörténész. Rendezője volt 1941 szeptemberében a kolozsvári Egyetemi Könyvtárban megnyílt művészeti kiállításnak: az anyagot a régi egyházi művészet, az ötvös- és ékszerművészet, a festészet és háziipar maradandó értékeiből gyűjtötte össze, a gótikától a 20. század művészetéig. A következő év tavaszán, ugyancsak Kolozsvárt, a keleti művészet erdélyi kincseiből rendezett kiállítást, India, Kína és Japán művészetét 40 oldalon tárgyaló tanulmányt közölve az igényes és pontos katalógusban (Keleti művészeti kiállítás, Kolozsvár, 1942).
A Barabás Miklós Céh bírálóbizottságának külső tagjaként több kiállítás rendezője és szakavatott értékelője. 1943 tavaszán az ő rendezésében nyílt meg a kolozsvári sétatéri műcsarnokot felavató tárlat. Több írását közölte A Hírnök (1941) és a Pásztortűz (1941–42). Antifasiszta körök felhívására értékes írással járult hozzá a 48-as Erdély c. kiadvány (Kolozsvár, 1943) sikeréhez. Ebben az időben rendezte sajtó alá A Kelet művészete (Budapest, 1943) és Some premises of Islamic ornamental system (Bp. 1943) című munkáit.
A kolozsvári Bolyai Tudományegyetemről 1947-ben kiutasították, visszament a szegedi egyetem bölcsészkarára, ahol 1939-40-ben, majd 1947–1950. december 31-ig volt alkalmazásban, ekkor számos más tanszékkel (pl. a nyugati nyelvek tanszékei) együtt a művészettörténeti tanszéket is megszüntették. Élete utolsó éveiben egykori mesteréről, Hollósy Simonról tett közzé tanulmányokat a Művészettörténeti Értesítő c. budapesti folyóiratban és a keleti képzőművészetekről az Iparművészeti Múzeum évkönyveiben.

## Művei
- Felvinczi Takács Zoltán (1990) Buddha útján a Távol-Keleten I-II.
- Baráth Béla – Éber László – Felvinczi Takács Zoltán: A művészet története
- Felvinczi Takács Zoltán: Dürer
- Felvinczi Takáts Zoltán: A kelet művészete
- F. Takács, Zoltán (1927) Kínai sárkány és főnix a szentesi leletek közt. Az Országos Magyar Régészeti Társulat Évkönyve. pp. 160-165.

## Társasági tagság (válogatás)
- Magyar Régészeti és Művészettörténeti Társaság (választmányi tag, 1922-1935)
- Kőrösi Csoma Társaság (alapító tag)
- Magyar Keleti Társaság (alapító tag és ügyvezető alelnök, 1932-1946)
- Magyar Nippon Társaság (alapító tag, alelnök 1932-1944)